# Championnat d'Espagne de football 1967-1968
Navigation
Primera División 1966-67 Primera División 1968-69
Le championnat d'Espagne de football 1967-1968 est la 37e édition du championnat. Elle est remportée par le Real Madrid qui conserve son titre. Organisée par la Fédération espagnole de football, elle se dispute du 9 septembre 1967 au 28 avril 1968.
Le club madrilène l'emporte avec quatre points d'avance sur le deuxième, le CF Barcelone et le troisième, l'UD Las Palmas. C'est le treizième titre des « Merengues » en championnat.
Le système de promotion/relégation ne change pas : descente et montée automatique pour les deux derniers de division 1 et les deux premiers des deux groupes de deuxième division, barrages de promotion pour les treizième et quatorzième de division 1 et les deuxième des deux groupes de division 2. En fin de saison, les deux clubs sévillans du Real Betis Balompié et du Séville CF, sont relégués en deuxième division. Ils sont remplacés la saison suivante par le Deportivo La Corogne et le Grenade CF.
L'attaquant espagnol Fidel Uriarte, de l'Atlético Bilbao, termine meilleur buteur du championnat avec 22 réalisations.

## Règlement de la compétition
Le championnat de Primera División est organisé par la Fédération espagnole de football, il se déroule du 9 septembre 1967 au 28 avril 1968.
Il se dispute en une poule unique de 16 équipes qui s'affrontent à deux reprises, une fois à domicile et une fois à l'extérieur. L'ordre des matchs est déterminé par un tirage au sort avant le début de la compétition.
Le classement final est établi en fonction des points gagnés par chaque équipe lors de chaque rencontre : deux points pour une victoire, un pour un match nul et aucun en cas de défaite. En cas d'égalité de points entre deux ou plusieurs de clubs en fin de championnat, le classement se fait à la différence de buts. L'équipe possédant le plus de points à la fin de la compétition est proclamée championne. En fin de saison, les deux derniers du championnat sont relégués en Segunda División et remplacés par les deux premiers des deux groupes de ce championnat. Des barrages de promotion sont disputés entre les treizième et quatorzième de division 1 et les deuxième des deux groupes de division 2.

## Équipes participantes
Cette saison de championnat se dispute à 16 équipes. Le CE Sabadell inaugure lors de cette saison son nouveau stade, le Nova Creu Alta.
| \| A. Bilbao Atlético Madrid CF Barcelone Séville CF Real Madrid Valence CF Real Saragosse Elche CF Córdoba CF Espanyol UD Las Palmas Pontevedra CF CE Sabadell Betis Balompié CD Málaga Real Sociedad \| Localisation des clubs engagés dans le championnat. |
| A. Bilbao Atlético Madrid CF Barcelone Séville CF Real Madrid Valence CF Real Saragosse Elche CF Córdoba CF Espanyol UD Las Palmas Pontevedra CF CE Sabadell Betis Balompié CD Málaga Real Sociedad                                                           |

| Clubs              | Ville                      | Stade                 | Capacité |
| ------------------ | -------------------------- | --------------------- | -------- |
| Atlético Bilbao    | Bilbao                     | San Mamés             | 41 400   |
| Atlético Madrid    | Madrid                     | Manzanares            | 70 000   |
| CF Barcelone       | Barcelone                  | Camp Nou              | 90 138   |
| Betis Balompié     | Séville                    | Benito Villamarín     | 16 060   |
| Córdoba CF         | Cordoue                    | El Arcángel           | 23 800   |
| Elche CF           | Elche                      | Altabix (es)          | 12 000   |
| Espanyol Barcelone | Barcelone                  | Sarriá                | 37 618   |
| UD Las Palmas      | Las Palmas de Gran Canaria | Insular               | 20 000   |
| Real Madrid        | Madrid                     | Santiago Bernabéu     | 90 123   |
| CD Málaga          | Malaga                     | La Rosaleda           | 11 734   |
| Pontevedra CF      | Pontevedra                 | Pasarón               | 19 500   |
| CE Sabadell        | Sabadell                   | Nova Creu Alta        | 20 000   |
| Real Saragosse     | Saragosse                  | La Romareda           | 32 416   |
| Real Sociedad      | Saint-Sébastien            | Atocha                | 21 650   |
| Séville CF         | Séville                    | Ramón Sánchez-Pizjuán | 46 325   |
| Valence CF         | Valence                    | Mestalla              | 53 436   |

## Classement
| Rang | Équipe                | Pts | J  | G  | N  | P  | Bp | Bc | Diff |
| ---- | --------------------- | --- | -- | -- | -- | -- | -- | -- | ---- |
| 1    | Real Madrid T         | 42  | 30 | 16 | 10 | 4  | 55 | 26 | +29  |
| 2    | CF Barcelone C        | 38  | 30 | 15 | 9  | 6  | 48 | 29 | +19  |
| 3    | UD Las Palmas         | 38  | 30 | 17 | 4  | 9  | 56 | 41 | +15  |
| 4    | Valence CF            | 34  | 30 | 13 | 8  | 9  | 52 | 38 | +14  |
| 5    | Real Saragosse        | 33  | 30 | 13 | 7  | 10 | 43 | 34 | +9   |
| 6    | Atlético Madrid       | 33  | 30 | 12 | 9  | 9  | 38 | 32 | +6   |
| 7    | Atlético Bilbao       | 32  | 30 | 11 | 10 | 9  | 51 | 28 | +23  |
| 8    | Pontevedra CF         | 31  | 30 | 12 | 7  | 11 | 36 | 41 | -5   |
| 9    | Espanyol Barcelone    | 29  | 30 | 12 | 5  | 13 | 48 | 44 | +4   |
| 10   | CD Málaga P           | 27  | 30 | 9  | 9  | 12 | 29 | 37 | -8   |
| 11   | Elche CF              | 27  | 30 | 11 | 5  | 14 | 30 | 39 | -9   |
| 12   | CE Sabadell           | 26  | 30 | 10 | 6  | 14 | 34 | 51 | -17  |
| 13   | Córdoba CF            | 25  | 30 | 11 | 3  | 16 | 35 | 57 | -22  |
| 14   | Real Sociedad P       | 24  | 30 | 9  | 6  | 15 | 38 | 43 | -5   |
| 15   | Real Betis Balompié P | 20  | 30 | 8  | 4  | 18 | 30 | 58 | -28  |
| 16   | Séville CF            | 20  | 30 | 6  | 8  | 16 | 31 | 56 | -25  |

- Champion, qualification pour la Coupe des clubs champions 1968-1969 en tant que champion
- Qualification pour la Coupe des vainqueurs de coupe de football 1968-1969 en tant que vainqueur de la Coupe d'Espagne
- Qualification pour la Coupe des villes de foires 1968-1969
- Barrages
- Relégation en Segunda División

Barrages de promotion
Les barrages opposent en matchs aller-retour Córdoba CF et Calvo Sotelo CF, deuxième du groupe 1 de division 2 et, Real Sociedad et Real Valladolid, deuxième du groupe 2 de division 2.
| Équipe 1        | Résultat | Équipe 2        | Aller | Retour |
| --------------- | -------- | --------------- | ----- | ------ |
| Calvo Sotelo CF | 1-6      | Córdoba CF      | 1-3   | 0-3    |
| Real Sociedad   | 1-0      | Real Valladolid | 0-0   | 1-0    |

Córdoba CF et la Real Sociedad conservent au terme des rencontres leur place en Primera División.

## Bilan de la saison
| Championnat d'Espagne de football 1967-1968 |                         |
| Champion                                    | Real Madrid (13e titre) |
| Dauphin                                     | CF Barcelone            |
| Coupes et trophées                          |                         |
| Vainqueur de la Coupe d'Espagne 1967-1968   | CF Barcelone            |
| Promotions et relégations                   |                         |
| Promus en Primera División                  | Deportivo La Corogne    |
| Promus en Primera División                  | Grenade CF              |
| Relégués en Segunda División                | Real Betis Balompié     |
| Relégués en Segunda División                | Séville CF              |